# Aulonocara trematocephala
Aulonocara trematocephala è una specie di pesci della famiglia dei Ciclidi. È endemica del Malawi.